# 江苏第二师范学院
江苏第二师范学院，坐落于中国南京市，为一所江苏省属本科院校。

## 历史

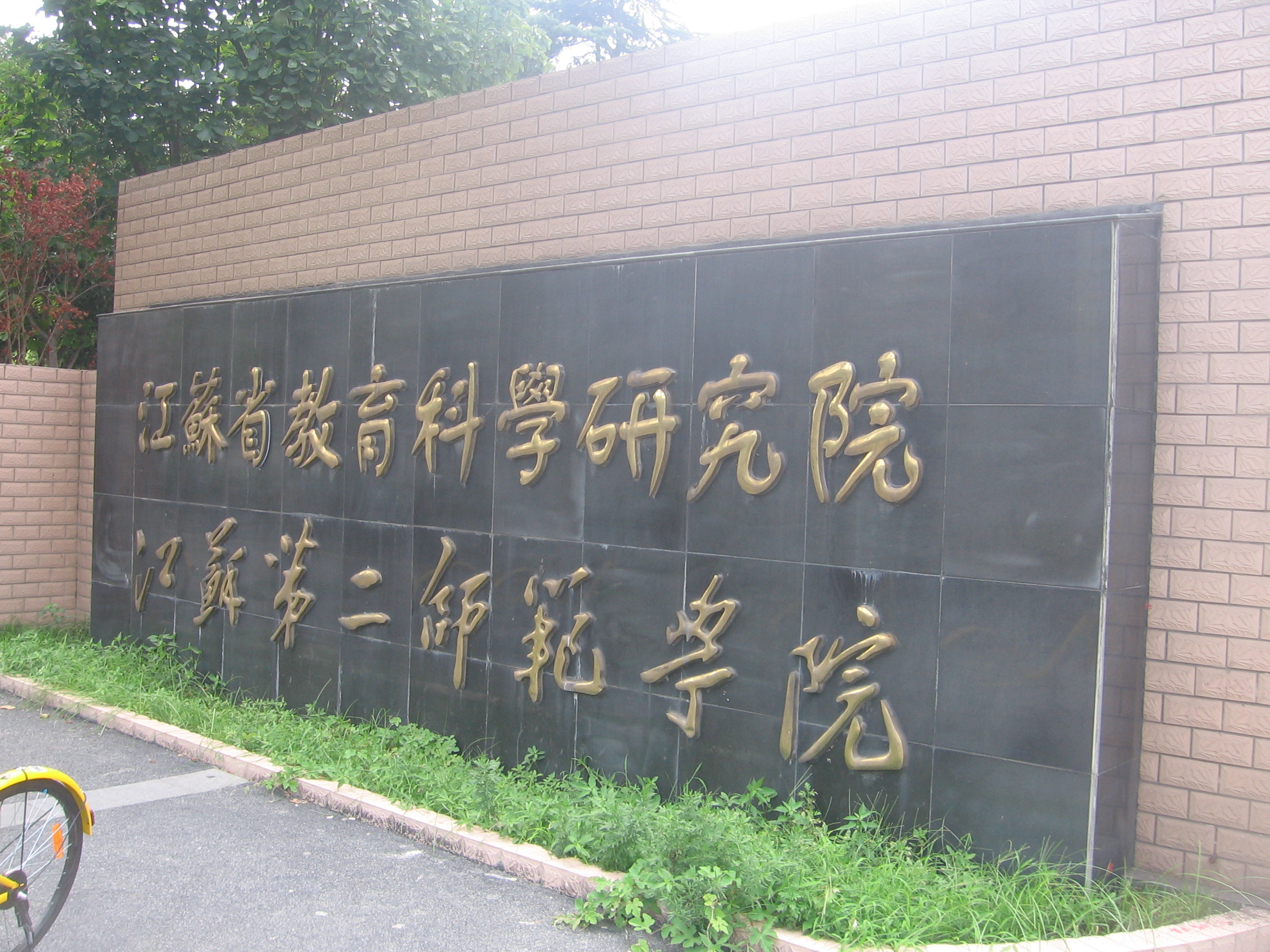
草场门校区

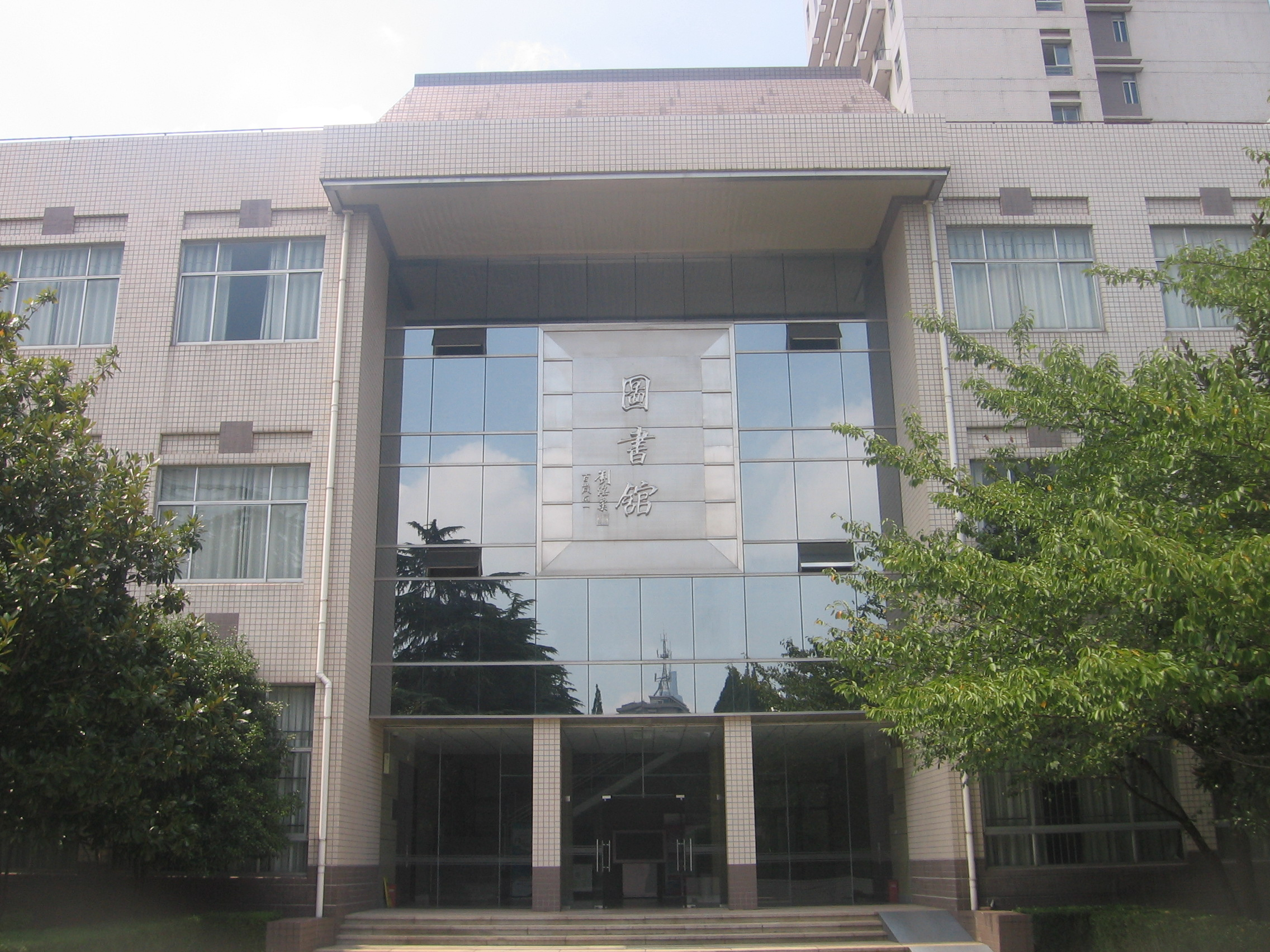
草场门校区图书馆

学院前身为创建于1952年的江苏教育学院，是新中国成立后江苏省较早设置的17所省属公办本科学校之一。2013年，学院更名为江苏第二师范学院。

## 院系
学校现有本科专业36个，其中师范类专业17个；拥有国家一流本科专业建设点5个，省级一流本科专业建设点16个、品牌专业1个、重点专业3个、特色专业6个。
- 教育科学学院
- 学前教育学院
- 文学院
- 外国语学院
- 商学院
- 数学科学学院
- 计算机工程学院
- 物理与电子信息学院
- 生命科学与化学化工学院
- 地理科学学院
- 音乐学院
- 美术学院
- 传媒学院
- 马克思主义学院（思想政治理论课教学中心）
- 体育学院[2]